# Gu Sung-yun
Gu Sung-yun (27 de junho de 1994) é um futebolista profissional sul-coreano que atua como goleiro, atualmente defende o Daegu FC.

## Carreira
Gu Sung-yun fez parte do elenco da Seleção Sul-Coreana de Futebol nas Olimpíadas de 2016.